# هرمی
هرمی (نام علمی: Anacamptis) نام یک سرده از تیره ثعلبیان است.